# Star Wars: Return of the Jedi Ewok Adventure
Star Wars: Return of the Jedi: Ewok Adventure é um jogo cancelado de 1983.O jogo foi desenvolvido pela Atari mas não publicado pela Parker Brors. Ele estava programado para ser lançado para o Atari 2600, Atari 7800,ColecoVision,Intellivision e outros consoles. Apesar de ter sido concluído, o jogo nunca foi lançado para a venda, apesar de um cartucho protótipo foi liberado no início dos anos 2000.